# Charles Poupaert

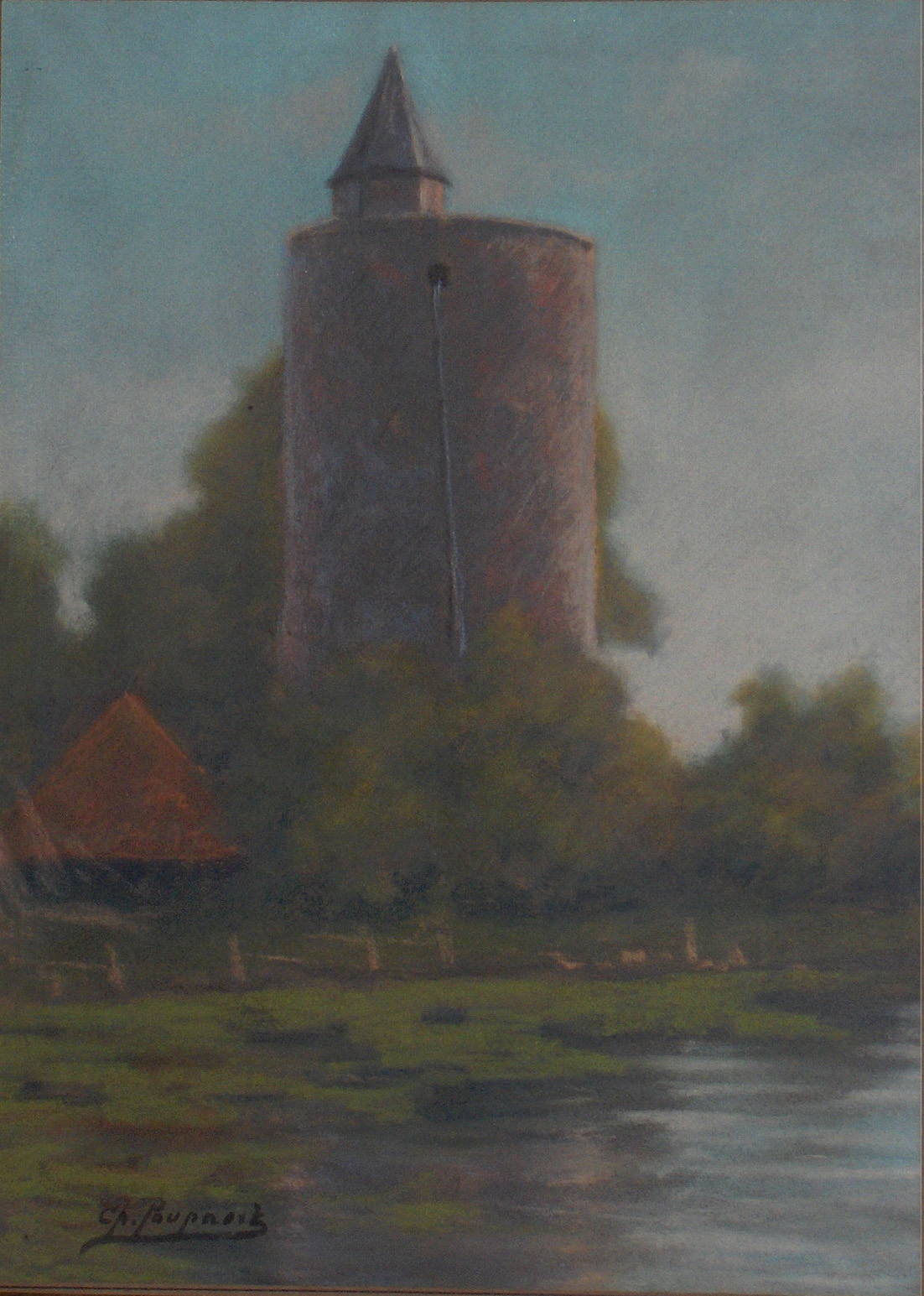
"Oude toren", pastel door Karel Poupaert

Karel Poupaert (Brugge, 29 december 1874 - 10 augustus 1935), ook Charles Poupaert, was een Belgisch architect en kunstschilder.

## Levensloop
Poupaert was een zoon van bouwmeester Karel Poupaert en van Adèle De Cloedt. Toen de vader in 1885 overleed, werd Karel junior loopjongen in dienst van architect Louis de la Censerie. Door hem gesteund, werd hij leerling aan de Brugse Kunstacademie, waar hij onder meer de lessen volgde van architect Oscar De Breuck.
In 1894 trouwde hij met Elisabeth Isselee (1877-1945) en ze kregen zeven kinderen. Hij was de vader van de schilderes Christine Fonteyne-Poupaert.
Van 1895 tot 1932 was hij leraar aan de Brugse Kunstacademie en gaf er de lessen plantekenen, loofwerk, maskers enz.
Hij kende een wat onrustig gezinsleven in de jaren dertig, waarbij hij een tijdje het echtelijk dak verliet, om kort voor zijn dood opnieuw het gezinsleven te hernemen.

## Architect
Hij werkte als adjunct bij De la Censerie aan die zijn grote projecten, zoals de Minnewaterkliniek in Brugge, de Sint-Petrus-en-Pauluskerk in Oostende en het Centraal Station van Antwerpen. Hij deed de werfbezoeken en maakte de werktekeningen, alsook de  detailtekeningen van het beeldhouwwerk en van de decoratieve motieven.
Na de dood van zijn leermeester in 1909 werkte hij als zelfstandig architect. Vooral in de naoorlogse periode (1918-1925) was hij zeer actief bij de wederopbouw in de Verwoeste Gewesten en ontwierp er, in samenwerking met architect Jozef Vierin, een honderdtal huizen in Diksmuide en Ieper. 
Tegen het einde van de jaren twintig kreeg Poupaert nog maar weinig opdrachten meer, wat hem aanzette sanguines en pasteltekeningen te maken, die hij te koop aanbood. Hij hernam hiermee een activiteit die hij, bij gebrek aan opdrachten, ook al tijdens de Eerste Wereldoorlog had ontplooid. Hij werd vooral bekend voor zijn schilderijen en pastels met Brugge en omgeving als thema, evenals stemmige volkse interieurs.

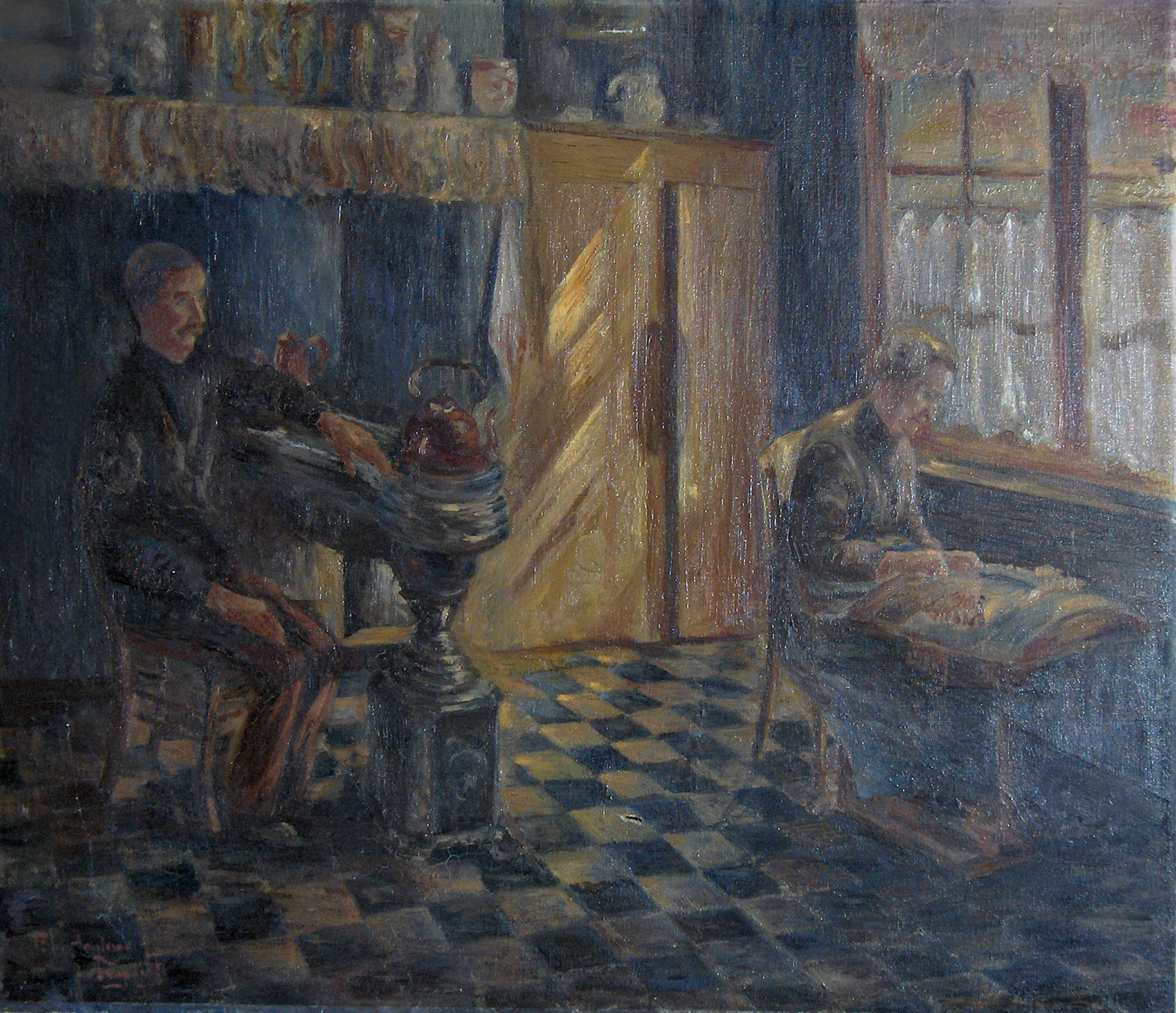
Interieur van een arbeiderswoning
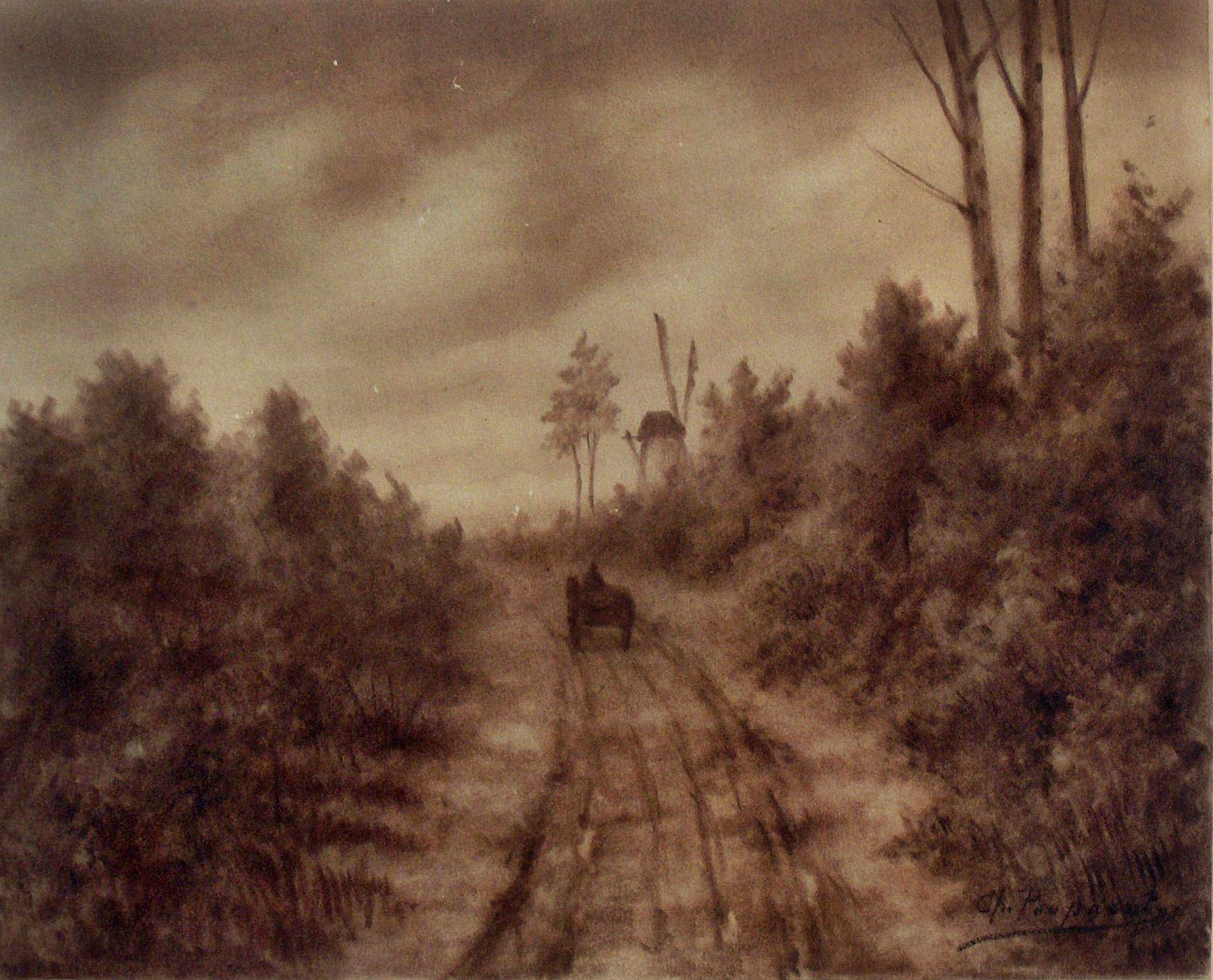
Landweg met kar, tekening

Tijdens zijn loopbaan nam Poupaert aan architectuurwedstrijden deel:
- in 1901 behaalde hij in Brugge een eerste prijs op het thema 'Bouwen van hoekhuizen, met een of meer torentjes'.
- In 1914 behaalde hij de eerste prijs in Sofia (Bulgarije) voor het ontwerpen van een monument.
- In 1923 ontving hij in Kaaskerke een premie voor zijn ontwerp van een oorlogsgedenkteken.
- In 1927 behaalde hij de Derde Prijs voor zijn ontwerp van een Paleis van de Verenigde Naties in Genève.